# Diukowie
Diukowie (ang. The Dukes) – amerykański serial animowany bazujący na popularnym serialu Diukowie Hazzardu w latach 1979–1985. Nadawany przez stację CBS od 5 lutego do 29 października 1983 roku. Wyprodukowany przez Hanna-Barbera. W Polsce serial do tej pory nie był emitowany.

## Obsada
- Byron Cherry – Coy Duke (I seria)
- Christopher Mayer – Vance Duke (I seria)
- John Schneider – Bo Duke (II seria)
- Tom Wopat – Luke Duke (II seria)
- Catherine Bach – Daisy Duke
- Denver Pyle – Wujek Jesse
- James Best – Szeryf Rosco P. Coltrane
- Sorrell Booke – Boss Hogg

## Spis odcinków
1. Put Up Your Dukes
2. Jungle Jitters
3. The Dukes of Venice
4. Morocco Bound
5. The Secret Satellite
6. The Dukes of London
7. The Greece Fleece
8. The Dukes in India
9. The Dukes in Uzbekistan
10. A Hogg in Hong Kong
11. The Dukes in Scotland
12. The Dukes Do Paris
13. The Dukes in Switzerland
14. Boss O'Hogg and the Little People
15. Tales of the Vienna Woods
16. The Kids From Madrid
17. A Dickens of a Christmas
18. The Canadian Caper
19. The Dukes in Hollywood
20. A Hogg in the Foggy Bogg